# Peucedanum
- Commons
- Wikispecies

Peucedanum L. é um género botânico pertencente à família Apiaceae.

## Sinonímia
| - Tommasinia Bertol. - Cynorrhiza Eckl. et Zeyh. - Opoidea Lindl. - Cervaria Wolf - Demavendia Pimenov | - Holandrea Reduron et al. - Imperatoria L. - Johreniopsis Pimenov - Leutea Pimenov - Ormosolenia Tausch |

## Espécies
- Peucedanum angustisectum
- Peucedanum camerunensis
- Peucedanum graveolens
- Peucedanum kupense
- Peucedanum ostruthium
- «Lista completa»

## Classificação do gênero
| Sistema | Classificação                    | Referência               |
| ------- | -------------------------------- | ------------------------ |
| Linné   | Classe Pentandria, ordem Digynia | Species plantarum (1753) |